# František Čermák
František Čermák (Valtice, Txecoslovàquia, 14 de novembre de 1976) és un jugador de tennis professional de la República Txeca especialista en la categoria de dobles, on va guanyar un total de 31 títols. Els seus èxits més importants foren en dobles mixts disputant l'Open d'Austràlia 2013 i el Roland Garros 2013 junt a la seva compatriota Lucie Hradecká.
Va formar part de l'equip txec que va guanyar la Copa Davis 2012.
Des de la seva retirada el 2016 va exercir com a entrenador, inicialment de Petra Kvitová durant el 2016 i actualment a Kristýna Plíšková.

## Torneigs de Grand Slam

### Dobles mixts: 2 (1−1)
| Resultat   | Núm. | Any  | Torneig          | Parella        | Oponents                          | Marcador         |
| ---------- | ---- | ---- | ---------------- | -------------- | --------------------------------- | ---------------- |
| Finalista  | 1.   | 2013 | Open d'Austràlia | Lucie Hradecká | Jarmila Gajdošová Matthew Ebden   | 3−6, 5−7         |
| Guanyadora | 1.   | 2013 | Roland Garros    | Lucie Hradecká | Kristina Mladenovic Daniel Nestor | 1−6, 6−4, [10−6] |

## Palmarès

### Dobles masculins: 55 (31−24)
| Llegenda (pre/post 2009)                                 |
| -------------------------------------------------------- |
| Grand Slams (0−0)                                        |
| Tennis Masters Cup / ATP Finals (0−0)                    |
| ATP Masters Series / ATP World Tour Masters 1000 (0−0)   |
| ATP International Series Gold / ATP World Tour 500 (5−2) |
| ATP International Series / ATP World Tour 250 (26−22)    |

| Títols per superfície |
| --------------------- |
| Dura (5−9)            |
| Gespa (1−0)           |
| Terra batuda (25−12)  |
| Moqueta (0−3)         |

| Resultat  | Núm. | Data                   | Torneig                         | Superfície       | Parella           | Oponents                                 | Marcador             |
| --------- | ---- | ---------------------- | ------------------------------- | ---------------- | ----------------- | ---------------------------------------- | -------------------- |
| Guanyador | 1.   | 21 de juliol de 2002   | Umag, Croàcia                   | Terra batuda     | Julian Knowle     | Albert Portas Fernando Vicente           | 6−4, 6−4             |
| Guanyador | 2.   | 28 de juliol de 2002   | Sopot, Polònia                  | Terra batuda     | Leoš Friedl       | Jeff Coetzee Nathan Healey               | 7−5, 7−5             |
| Finalista | 1.   | 29 de setembre de 2002 | Palerm, Itàlia                  | Terra batuda     | Leoš Friedl       | Lucas Arnold Ker Luís Lobo               | 4−6, 6−4, 2−6        |
| Finalista | 2.   | 5 de gener de 2003     | Chennai, Índia                  | Dura             | Leoš Friedl       | Julian Knowle Michael Kohlmann           | 6−7(1), 6−7(3)       |
| Finalista | 3.   | 16 de febrer de 2003   | Viña del Mar, Xile              | Terra batuda     | Leoš Friedl       | Agustín Calleri Mariano Hood             | 3−6, 6−1, 4−6        |
| Guanyador | 3.   | 13 d'abril de 2003     | Casablanca, Marroc              | Terra batuda     | Leoš Friedl       | Devin Bowen Ashley Fisher                | 6−3, 7−5             |
| Finalista | 4.   | 13 de juliol de 2003   | Gstaad, Suïssa                  | Terra batuda     | Leoš Friedl       | Leander Paes David Rikl                  | 3−6, 3−6             |
| Finalista | 5.   | 3 d'agost de 2003      | Sopot                           | Terra batuda     | Leoš Friedl       | Mariusz Fyrstenberg Marcin Matkowski     | 4−6, 7−6(7), 3−6     |
| Finalista | 6.   | 28 de setembre de 2003 | Palerm (2)                      | Terra batuda     | Leoš Friedl       | Lucas Arnold Ker Mariano Hood            | 6−7(6), 7−6(3), 3−6  |
| Finalista | 7.   | 18 d'abril de 2004     | Estoril, Portugal               | Terra batuda     | Leoš Friedl       | Juan Ignacio Chela Gastón Gaudio         | 2−6, 1−6             |
| Guanyador | 4.   | 1 de juliol de 2004    | Kitzbühel, Àustria              | Terra batuda     | Leoš Friedl       | Lucas Arnold Ker Martín García           | 6−3, 7−5             |
| Guanyador | 5.   | 15 d'agost de 2004     | Sopot (2)                       | Terra batuda     | Leoš Friedl       | Martín García Sebastián Prieto           | 2−6, 6−2, 6−3        |
| Guanyador | 6.   | 14 de febrer de 2005   | Buenos Aires, Argentina         | Terra batuda     | Leoš Friedl       | José Acasuso Sebastián Prieto            | 6−2, 7−5             |
| Guanyador | 7.   | 21 de febrer de 2005   | Costa do Sauipe, Brasil         | Terra batuda     | Leoš Friedl       | José Acasuso Ignacio González King       | 6−4, 6−4             |
| Guanyador | 8.   | 11 d'abril de 2005     | Casablanca (2)                  | Terra batuda     | Leoš Friedl       | Martín García Luís Horna                 | 6−4, 6−3             |
| Guanyador | 9.   | 1 de maig de 2005      | Estoril                         | Terra batuda     | Leoš Friedl       | Juan Ignacio Chela Tommy Robredo         | 6−3, 6−4             |
| Guanyador | 10.  | 10 de juliol de 2005   | Gstaad                          | Terra batuda     | Leoš Friedl       | Michael Kohlmann Rainer Schüttler        | 7−6(6), 7−6(11)      |
| Finalista | 8.   | 17 de gener de 2006    | Sydney, Austràlia               | Dura             | Leoš Friedl       | Fabrice Santoro Nenad Zimonjić           | 1−6, 4−6             |
| Finalista | 9.   | 6 de febrer de 2006    | Viña del Mar (2)                | Terra batuda     | Leoš Friedl       | José Acasuso Sebastián Prieto            | 6−7(2), 4−6          |
| Guanyador | 11.  | 20 de febrer de 2006   | Buenos Aires (2)                | Terra batuda     | Leoš Friedl       | Vasilis Mazarakis Boris Pašanski         | 6−1, 6−2             |
| Guanyador | 12.  | 6 de març de 2006      | Acapulco, Mèxic                 | Terra batuda     | Leoš Friedl       | Potito Starace Filippo Volandri          | 7−5, 6−2             |
| Guanyador | 13.  | 6 d'agost de 2006      | Sopot (3)                       | Terra batuda     | Leoš Friedl       | Martín García Sebastián Prieto           | 6−3, 7−5             |
| Finalista | 10.  | 15 d'octubre de 2006   | Moscou, Rússia                  | Moqueta (i)      | Jaroslav Levinský | Fabrice Santoro Nenad Zimonjić           | 1−6, 5−7             |
| Finalista | 11.  | 30 d'octubre de 2006   | Lió, França                     | Moqueta (i)      | Jaroslav Levinský | Julien Benneteau Arnaud Clément          | 2−6, 7−6(3), [7−10]  |
| Finalista | 12.  | 4 de febrer de 2007    | Zagreb, Croàcia                 | Moqueta (i)      | Jaroslav Levinský | Michael Kohlmann Alexander Waske         | 6−7(5), 6−4          |
| Guanyador | 14.  | 15 de juliol de 2007   | Gstaad (2)                      | Terra batuda     | Pavel Vízner      | Marc Gicquel Florent Serra               | 7−5, 5−7, [10−7]     |
| Guanyador | 15.  | 23 de juliol de 2007   | Stuttgart, Alemanya             | Terra batuda     | Leoš Friedl       | Guillermo García López Fernando Verdasco | 6−4, 6−4             |
| Guanyador | 16.  | 20 de juliol de 2008   | Amersfoort, Països Baixos       | Terra batuda     | Rogier Wassen     | Jesse Huta Galung Igor Sijsling          | 7−5, 7−5             |
| Finalista | 13.  | 8 de febrer de 2009    | Viña del Mar (3)                | Terra batuda     | Michal Mertiňák   | Pablo Cuevas Brian Dabul                 | 3−6, 3−6             |
| Guanyador | 17.  | 28 de febrer de 2009   | Acapulco (2)                    | Terra batuda     | Michal Mertiňák   | Łukasz Kubot Oliver Marach               | 4−6, 6−4, [10−7]     |
| Guanyador | 18.  | 19 de juliol de 2009   | Stuttgart (2)                   | Terra batuda     | Michal Mertiňák   | Victor Hănescu Horia Tecău               | 7−5, 6−4             |
| Guanyador | 19.  | 2 d'agost de 2009      | Umag (2)                        | Terra batuda     | Michal Mertiňák   | Johan Brunström Jean-Julien Rojer        | 6−4, 6−4             |
| Guanyador | 20.  | 27 de setembre de 2009 | Bucarest, Romania               | Terra batuda     | Michal Mertiňák   | Johan Brunström Jean-Julien Rojer        | 6−2, 6−4             |
| Finalista | 14.  | 25 d'octubre de 2009   | Moscou (2)                      | Dura (i)         | Michal Mertiňák   | Pablo Cuevas Marcel Granollers           | 6−4, 5−7, [8−10]     |
| Guanyador | 21.  | 8 de novembre de 2009  | València, Espanya               | Dura (i)         | Michal Mertiňák   | Marcel Granollers Tommy Robredo          | 6−4, 6−3             |
| Finalista | 15.  | 9 de gener de 2010     | Doha, Qatar                     | Dura             | Michal Mertiňák   | Guillermo García López Albert Montañés   | 4−6, 5−7             |
| Finalista | 16.  | 1 d'agost de 2010      | Umag                            | Terra batuda     | Michal Mertiňák   | Leoš Friedl Filip Polášek                | 3−6, 6−7(7)          |
| Guanyador | 22.  | 3 d'octubre de 2010    | Kuala Lumpur, Malàisia          | Dura (i)         | Michal Mertiňák   | Mariusz Fyrstenberg Marcin Matkowski     | 7−6(3), 7−6(5)       |
| Guanyador | 23.  | 1 de maig de 2011      | Belgrad, Sèrbia                 | Terra batuda     | Filip Polášek     | Oliver Marach Alexander Peya             | 7−5, 6−2             |
| Guanyador | 24.  | 18 de juny de 2011     | 's-Hertogenbosch, Països Baixos | Gespa            | Daniele Bracciali | Robert Lindstedt Horia Tecău             | 6−3, 2−6, [10−8]     |
| Finalista | 17.  | 24 de juliol de 2011   | Hamburg, Alemanya               | Terra batuda     | Filip Polášek     | Oliver Marach Alexander Peya             | 4−6, 1−6             |
| Guanyador | 25.  | 31 de juliol de 2011   | Gstaad (3)                      | Terra batuda     | Filip Polášek     | Christopher Kas Alexander Peya           | 6−3, 7−6(7)          |
| Finalista | 18.  | 2 d'octubre de 2011    | Kuala Lumpur                    | Dura (i)         | Filip Polášek     | Eric Butorac Jean-Julien Rojer           | 1−6, 3−6             |
| Finalista | 19.  | 9 d'octubre de 2011    | Tòquio, Japó                    | Dura             | Filip Polášek     | Andy Murray Jamie Murray                 | 1−6, 4−6             |
| Guanyador | 26.  | 23 d'octubre de 2011   | Moscou                          | Dura (i)         | Filip Polášek     | Carlos Berlocq David Marrero             | 6−3, 6−1             |
| Finalista | 20.  | 14 de gener de 2012    | Auckland, Nova Zelanda          | Dura (i)         | Filip Polášek     | Oliver Marach Alexander Peya             | 3−6, 2−6             |
| Guanyador | 27.  | 6 de maig de 2012      | Múnic, Alemanya                 | Terra batuda     | Filip Polášek     | Xavier Malisse Dick Norman               | 6−4, 7−5             |
| Guanyador | 28.  | 28 de juliol de 2012   | Kitzbühel (2)                   | Terra batuda     | Julian Knowle     | Dustin Brown Paul Hanley                 | 7−6(4), 3−6, [12−10] |
| Guanyador | 29.  | 21 d'octubre de 2012   | Moscou (2)                      | Dura (i)         | Michal Mertiňák   | Simone Bolelli Daniele Bracciali         | 7−5, 6−3             |
| Finalista | 21.  | 17 de febrer de 2013   | São Paulo, Brasil               | Terra batuda (i) | Michal Mertiňák   | Alexander Peya Bruno Soares              | 7−6(5), 2−6, [7−10]  |
| Finalista | 22.  | 3 d'agost de 2013      | Kitzbühel                       | Terra batuda     | Lukáš Dlouhý      | Martin Emmrich Christopher Kas           | 4−6, 3−6             |
| Finalista | 23.  | 23 de febrer de 2014   | Delray Beach, Estats Units      | Dura             | Mikhail Elgin     | Bob Bryan Mike Bryan                     | 2−6, 3−6             |
| Guanyador | 30.  | 27 de juliol de 2014   | Umag (3)                        | Terra batuda     | Lukáš Rosol       | Dušan Lajović Franko Škugor              | 6−4, 7−6(5)          |
| Guanyador | 31.  | 19 d'octubre de 2014   | Moscou (3)                      | Dura (i)         | Jiří Veselý       | Chris Guccione Daniele Bracciali         | 7−5, 6−3             |
| Finalista | 24.  | 25 d'octubre de 2015   | Moscou (3)                      | Dura (i)         | Radu Albot        | Andrei Rubliov Dmitry Tursunov           | 6−2, 1−6, [6−10]     |

### Dobles mixts: 2 (1−1)
| Resultat  | Núm. | Data                | Torneig                     | Superfície   | Parella        | Oponents                          | Marcador         |
| --------- | ---- | ------------------- | --------------------------- | ------------ | -------------- | --------------------------------- | ---------------- |
| Finalista | 1.   | 27 de gener de 2013 | Open d'Austràlia, Austràlia | Dura         | Lucie Hradecká | Jarmila Gajdošová Matthew Ebden   | 3−6, 5−7         |
| Guanyador | 1.   | 9 de juny de 2013   | Roland Garros, França       | Terra batuda | Lucie Hradecká | Kristina Mladenovic Daniel Nestor | 1−6, 6−4, [10−6] |

## Trajectòria

### Dobles masculins
| Open d'Austràlia | 2R | 1R | 2R | 3R | 1R | 2R | 3R | 3R | 2R | 1R | 1R | 3R | 1R | A  | 1R | 0 / 14 | 12 – 14 |
| Roland Garros | 2R | 3R | 3R | 3R | 3R | 2R | 1R | 2R | 2R | 3R | 3R | 2R | 2R | 1R | 2R | 0 / 15 | 19 – 15 |
| Wimbledon | 1R | 1R | 2R | 1R | 3R | 1R | 2R | 3R | 2R | 2R | 2R | 1R | 2R | 1R | 1R | 0 / 15 | 10 – 15 |
| US Open | 1R | 2R | 3R | 1R | 2R | 2R | 2R | A  | 2R | 1R | 1R | 3R | 1R | 1R | 2R | 0 / 14 | 10 – 13 |
| Rànquing a final d'any | 88 | 41 | 28 | 26 | 23 | 24 | 31 | 34 | 16 | 24 | 22 | 30 | 69 | 61 | 90 |        |         |
| Llegenda: G: Guanyador; F: Finalista; SF: Semifinalista; QF: Quarts de final; Q: Qualificació; A: Absent; RR: Round Robin; |    |    |    |    |    |    |    |    |    |    |    |    |    |    |    |        |         |